# Chapelle Notre-Dame-des-Anges de Lurs
Pour les articles homonymes, voir Chapelle Notre-Dame-des-Anges.
La chapelle Notre-Dame-des-Anges est une chapelle située à Lurs, en France. Ses dimensions, son site et son historique en font une des chapelles les plus mentionnées dans les guides et ouvrages spécialisés.

## Description
La nef est voûtée en berceau surbaissé. Elle est éclairée par six baies, trois sur le mur nord et trois sur le mur sud. Le clocher en tour carré est construit à l’angle du chœur.

## Localisation
La chapelle est située sur la commune de Lurs, dans le département français des Alpes-de-Haute-Provence.

## Historique
Le domaine de Notre-Dame-d’Olon (Alaunium) appartenait à l’évêque de Sisteron, qui l’échange au milieu du XIIe siècle avec les Templiers contre La Brillanne.
La chapelle actuelle est construite entre 1662 et 1674 comme chapelle du couvent des récollets. Au XVIIIe siècle, elle est augmentée de six chapelles latérales voûtées d’ogives de type archaïque pour cette époque, puis subit d’importantes réparations au début des années 1750.
Cependant, cette chapelle est construite sur une plus ancienne, qui peut remonter au XIe siècle. Le chœur est construit en hauteur, au-dessus d’une crypte qui s’étend au-delà des limites de la chapelle actuelle. Elle fait l’objet d’un pèlerinage après la peste noire. En 1660, la Vierge Marie est apparue miraculeusement, et la chapelle est agrandie l’année suivante. C’est un monument historique inscrit depuis le 13 janvier 1997. Elle contient de 43 ex-voto classés au titre objet sur la base Palissy du ministère de la Culture.

## Mobilier
L’autel de la Vierge, en bois doré et peint, date du XVIIIe siècle et est classé. Le tableau de sainte Delphine (il porte l’inscription sainte Dauphine), date du XVIIe siècle et est classé au titre objet,.
La chapelle abrite les sépultures des évêques de Sisteron, avec leurs gisants, dont certains ont fait l’objet d’un classement :
- celui de Pierre François Lafiteau (mort en 1764)[12] ;
- le gisant d’Antoine d'Arbaud de Bargemon (1602-1666), évêque de Sisteron de 1648 à sa mort[12].

La crèche compte 17 santons de carton-pâte, daté d’entre 1855 et 1895. Enfin, deux plats de quête en cuivre datant du XVIe siècle sont classés, dont un portant des inscriptions gothiques, et l’autre représentant saint Georges tuant le dragon.